# حسین عرنوس
حسین عرنوس (زاده ۱۹۵۳ در ادلب)، سیاستمدار اهل سوریه است که از سال ۲۰۲۰ تا ۲۰۲۴، نخست‌وزیر سوریه بود.
در ۱۱ ژوئن ۲۰۲۰ بشار اسد در حکمی حسین عرنوس، که در در ابتداء وزیر منابع آبِ سوریه بود را به جای عماد خمیس در راس دولتِ سوریه منصوب کرد. حسین عرنوس در سال ۱۹۵۳ در روستای التح از توابع بخش معره النعمان در استان ادلب به دنیا آمد. وی فارغ‌التحصیل از دانشکده مهندسی شهرسازی (دانشگاه حلب) در سال ۱۹۷۸ می‌باشد.
از جمله سوابق و مسئولیت‌های حسین عرنوس: وزیر مسکن (۲۰۱۳)، رئیس شعبه اتحادیه مهندسین در ادلب (۱۹۸۹ – ۱۹۹۴)، مدیر شرکت راه (۱۹۹۲ – ۲۰۰۲)، معاون وزیر ترابری (۲۰۰۲ – ۲۰۰۴)، مدیرکل مؤسسه ارتباطات جاده ای (۲۰۰۴ – ۲۰۰۹)، استاندار دیرالزور (۲۰۰۹ – ۲۰۱۱)، استاندار قنیطره (۲۰۱۱) و وزیر منابع آب ۲۰۱۸ تاکنون.